# Epicauta dohrni
Epicauta dohrni es una especie de coleóptero de la familia Meloidae.

## Distribución geográfica
Habita en Panamá.